# Langues à Taïwan
Le statut revendiqué de « République de Chine » à Taïwan a imposé le chinois mandarin comme langue officielle (sous le nom de 國語, guóyǔ, « langue nationale »), utilisant les sinogrammes traditionnels (contrairement à la Chine continentale qui les a simplifiés) et qui présente cependant un certain nombre de spécificités par rapport à celui pratiqué sur le continent (voir mandarin de Taïwan).
 
C'est la langue maternelle des descendants des continentaux qui ont fui les communistes en 1949. Avec leurs descendants, ils constituent 14 % de la population.
Celle-ci s'est imposée au 84 % de « Taïwanais de souche », descendants des premiers colons arrivés de la province de Fujian en Chine méridionale à partir du XVIIe siècle, qui ont refoulé l’ancien peuplement aborigène vers les hautes terres au centre de l’île. Les langues « traditionnelles » sont :
- le holo, ou hoklo, parlé environ par 70 % de la population, dont certains parlent le « taïwanais » variante insulaire du minnan
- Hakka (environ 14 % de la population), dont certains parlent le hakka (également une langue de la famille linguistique chinoise)
- les langues austronésiennes des 14 communautés aborigènes qui représentent près de[8] 500 000 personnes soit environ 2 % de la population (ce chiffre est sous-estimé car il ne comprend pas ceux qui pourraient se réclamer d’une identité pingpu - terme générique désignant les aborigènes des plaines - et dont le nombre s’éleverait à 400 000 individus). Certains de ces groupes sont présents sur l'île depuis au moins 6 000 ans. Ces groupes parlent les fameuses langues formosanes, réparties en trois sous-groupes :
  - atayalique ;
  - tsouique ;
  - païwanique.

Les langues formosanes sont l'une des deux grandes familles des langues austronésiennes, l'autre étant formée par les langues malayo-polynésiennes parlées de Madagascar à l’île de Pâques.

Taïwan représente donc un inestimable conservatoire linguistique, et sans guère de doute le territoire souche d'où auraient émigré les ancêtres des peuples du Pacifique.

Une seule ethnie, les Da'o (Yami) de l’île des Orchidées, serait arrivée plus tardivement des Philippines il y a 1 000 ans environ et parle donc une langue malayo-polynésienne.
Les nouveaux immigrants, de plus en plus nombreux, apportent avec eux des langues d'Asie du Sud-Est, entre autres. 
Parmi les personnes assez âgées pour avoir connu le gouvernorat japonais, nombreuses sont celles qui parlent le japonais couramment. Il existe des journaux, et des émissions radio en langue japonaise à Taïwan.   
Enfin, l'anglais est très répandu : langue universitaire, il est également couramment utilisé dans le domaine du tourisme. L'anglais est aussi la langue commerciale de la Coopération économique pour l'Asie-Pacifique (APEC) et de l'Association des nations de l'Asie du Sud-Est (ASEAN), et est connue par les plus jeunes instruits et éduqués, ainsi que par une partie de l'élite.